# SHONO
SHONO（しょーの、1994年8月10日 - ）は、日本のタレント、モデル、ガールズメタルバンドPARADOXXのドラマー。ジュビロ磐田のクラブ公式アンバサダー。静岡県浜松市出身。旧芸名はSHO-NO。

## 略歴
静岡県浜松市出身。サッカー好きの父の影響を受け小学校入学時より サッカーの試合を家族でよく観に行っていた。当時はサッカーのルールも知らなかったものの、シュートが入ってみんなが盛り上がるという雰囲気でサッカーを好きになる。
その後、サッカーのルールを覚えるも、サッカー部ではなく陸上部に入部。2005年に海外サッカーを家で見られる環境だったこともあり、海外サッカーにも興味を抱くようになる。
2013年にソニー・ミュージックエンタテインメント主催ボカロ＆アニソン特化型全国区オーディション『ウタカツ！オーディション』準グランプリ。
その後、「メイド界のボランチ」 のふれ込みで2015年よりサッカー専門誌『サッカーキング』運営のウェブ番組『ハーフタイム』アシスタントを担当。観戦スタイルは玄人目線だがノリは熱いとされる。
2015年のミスiDにてミスiD2016 CHEERZ賞を受賞。2016年12月までは4人組アイドル「m@id♡loid」としても活動。
2017年にはレアル・マドリード公式SNSで応援模様が紹介され、ニュースとして取り上げられた。
2019年の誕生日を境に「SHO-NO」からハイフンを外した「SHONO」へ改名。
2020年11月にラトナへと事務所を移籍しFIFAMOBILEの番組、イベントMCへと抜擢される。
2021年2月、ガールズメタルバンド『PARADOXX』結成。
2022年11月にカタールで行われた2022 FIFAワールドカップでは、現地で観戦中に日本人のサポーターとしてFIFAの国際映像に映り込み、「あの子可愛い子は誰だ？」と世界中で話題となり、SNSのフォロワー数も一気に増えた。スペイン戦前には必勝祈願する姿を投稿していたため、勝利の女神と報道された。この話題をうけ、帰国後は4日放送のTBS『サンデージャポン』に出演した。またこの2022 FIFAカタールワールドカップがきっかけで有名になったことでX JAPANのYOSHIKIからもSNSの公式アカウントをフォローされており、ずっとドラムやっててよかったと喜びの声をあげた。
2023年からJリーグ・ジュビロ磐田の「ジュビロクラブアンバサダー」に就任した。主な活動は、スタジアムライブ、コラボ企画、各種イベント出演、広報活動などを通じて、ジュビロ磐田を熱く盛り上げる。またジュビロ磐田の公式アンバサダーとしてジュビロ磐田の公式グッズ（キャップやゴルフマーカー）などの製作にも関わっており、SHONOがプロデュースした商品がすぐに完売するなどファン、サポーターからも人気を博している。

## 人物
- 趣味はサッカー観戦とゲーム
- 特技はサッカー解説とドラムと溶接とCAD[25]。
- 愛読書は『アンチェロッティの完全戦術論』[25]。
  - 影響を受けたドラマーはシェーン・ガラース[26]。
- 好きなアーティストはB'z、hide、IRON MAIDEN、Mötley Crüe、Judas Priest、LOUDNESS [25]。
- 静岡時代はバンド活動を行っていた。
- ドラムを始めたのは13歳の頃で10年以上のキャリアがある[27]。
- 今後の夢はサッカー番組のMCになることと、自分の所属バンドであるPARADOXXがサッカー日本代表の応援歌を担当すること[27]。
- 好きなサッカー選手は福西崇史[28]、ルカ・モドリッチ[29][30]、グティ[31]、アンヘル・ディ・マリア、メスト・エジル、クリスティアーノ・ロナウド、シャビ・アロンソなどの名前を挙げている[32]。
- 好きなサッカーチームは地元のジュビロ磐田とスペインのレアルマドリード[33]。
- 好きな男性のタイプはサッカー選手のグティで、生まれ変わったらなりたいのはグティのお嫁さん[34]。
- 同じサッカー仲間の女優の田中真琴とは昔からプライベートでも仲が良く[35]、2023年からは二人揃ってジュビロ磐田の公式アンバサダーに就任したことが発表された[36]。
- サッカー日本代表の長友佑都の奥さんである平愛梨に顔が似てると言われることが多く、SHONO本人も平愛梨さんに似てると言われるのは凄く嬉しいと語っている[37]。
- 今後の目標としては日本のサッカー界を盛り上げる為の仕事に永遠と携わること[38][39]、次回大会の『2026 FIFAワールドカップ』ではサポーターとしてではなくレポーターとして世界各国の選手にインタビューしに行ったり、ワールドカップの時のサッカー番組にフルで出演出来るようになりたいと語っている[17]。

## 出演

### 映画
- THE END OF ANTHEM（ジ・エンド・オブ・アンセム）（2017年8月27日、監督：東佳苗）
- 栞（2018年10月26日）

### ウェブテレビ
- ニコニコ動画公式チャンネル「サッカーキング　ハーフ・タイム」[40][41] - 水曜日レギュラー
- 2月18日まで待てない！ウタカツ！ミーティング-volume004-「#THEパーリー」直前スペシャル[42]

### ウェブラジオ
- 「Cheer Up！Miss iD」第1クール・メインパーソナリティ(2016年9月 - 11月、ソラトニワ原宿)[43]
- 「GO GO GOLD STARS」サッカーSP（2017年1月10日、ソラトニワ原宿）[44]
- 「Cheer Up！Miss iD」第3クール・メインパーソナリティ(2017年4月9日 - 6月19日、ソラトニワ原宿)[45]
- 「CHEERZスペシャル! Cheer Up! ねくすとじぇねれーしょん＆Miss iD合同最終回」(2017年6月26日、ソラトニワラジオ) - 日乃まそら、猫上まゆ、石川陽菜、てらちんとの合同MC
- 「Cheer Up！Miss iD（神）」メインパーソナリティ（2017年10月1日 - 12月10日、ソラトニワ原宿）[46]

### ウェブ
- 週プレニュース「こんな彼女と妄想デート！ おさんぽカメラ 第33回 「しょーの＠サッカーデート編」」[47]。
- 海外向け情報サイト「Tokyo Girls' Update」インタビュー掲載（2017年1月30日）[8]

### イベント
- ウタカツ！スーパーライブ2015（2015年3月21-22日、代々木競技場第一体育館） - MC[25]
- ウタカツ！ミーティング-volume001-（2015年10月11日、渋谷duo MUSIC EXCHANGE） - MC[25]
- ウタカツ！ミーティング-volume002-（2016年 1月24日、Zepp DiverCity） - MC[25]
- ウタカツ！ミーティング-volume003-（2016年 6月25日、渋谷duo MUSIC EXCHANGE） - MC[48]
- TOKYO IDOL FESTIVAL2016（2016年8月5日 - 7日、お台場・青海周辺エリア）[49]
- 2016年度神宮花火大会 軟式野球場（2016年8月20日） - アシスタントMC[50]
- 「日翔学園定時制～入学式～」（2016年11月12日、東京・ネイキッドロフト）− 日乃まそらとの合同主催イベント[51]
- ウタカツ！ミーティング-volume004-（2017年 2月18日、STUDIO COAST） - MC[52]
- 「日翔学園定時制一学期」（2017年4月29日、東京・ネイキッドロフト）
- 日乃まそら生誕祭（2017年6月4日、赤坂401）[53]
- 「肉フェス2017 TOKYO」（2017年9月17日、駒沢オリンピック公園）- コーナーMC
- #クラシコ祭（2017年12月23日、東京・ニコファーレ） - ゲスト[54]
- 「肉フェス2018 inお台場」（2018年4月30日、お台場青海地区P区画特設会場）- MC
- 「日翔学園定時制～日乃まそら誕生日会～」（2018年6月2日、東京・ネイキッドロフト）
- サッカー女子の魅力～よしもと芸人とサッカー女子（2019年1月27日、池袋・GEKIBA）

### モデル
- オールインワン加圧インナー「グラマラスパッツ」モデル（2019年8月 - ）
- バレンタインデー「JOL原宿」ポスターモデル（2017年2月9日 - 15日）
- ホワイトデー「JOL原宿」ポスターモデル（2017年3月9日 - 16日）[55]
- 渋谷モディ（旧渋谷マルイ）大型ビジョン掲載モデル（CHEERZ×ミスiD、2016年7月4日 - 10日、9月26日 - 10月2日、2017年2月20日 - 26日、5月8日 - 14日、7月24日 - 30日）[56][57][58]
- 鳴門鯛焼本舗イメージガール（2018年6月1日、CHEERZ）
- 「BABYTHE STARS SHINE BRIGHT/ALICE and the PIRATES」2023 S/S新作ファッションショー（2023年2月5日開催）[59]

### 雑誌
- 『フォトデジタルテクニック』（2017年4月号、玄光社）見開きグラビアページ掲載（2017年3月20日発売）[60]
- 『Zipper』（2017年春号、祥伝社）- モデル[61]

### ゲーム
- 三国INFINITY（2017年、マイネットゲームス）SHO-NO役 （声の出演）[62]
- 真・戦国BUSTER（2017年4月14日 - 、マイネットエンターテイメント、）[63][64] - SHO-NO 役（声の出演）
- BFBチャンピオンズ 2.0～Football Club Manager～（サイバード、2018年5月1日- ）BFBフレンズ（キャンペーン大使）

### CM
- エニタイムフィットネス『踏み出す人』篇（2025年6月 - ）

### その他
- サッカーを愛して止まないあの人の『ゆめのはなし』I DREAM スルガ銀行（No.151 SHO-NO）[7]

## ディスコグラフィー（しゃち名義）
- m@id♡loid[65]（メイドロイド）

|     | 発売日     | タイトル      | アーティスト名 | 販売形態    | 収録曲                                                      | 備考 |
| --- | ---------- | ------------- | -------------- | ----------- | ----------------------------------------------------------- | ---- |
| 1st | 2016年3月  | m@id♡loid     | m@id♡loid      | CD          | 1. m@id♡loid 2. m@id♡loid （Instrumental ver.）             |      |
| 1st | 2016年3月  | m@id♡loid     | m@id♡loid      | DVD/Blu-ray | 1. m@id♡loid MV 2. m@id♡loid MV(Dance ver.) 3. Making movie |      |
| 2nd | 2016年10月 | Precious Word | m@id♡loid      | CD          | 1. Precious Word 2. Precious Word （Instrumental ver.）     |      |

- @17[49]（アットセブンティーン）

|     | 発売日    | タイトル                           | アーティスト名 | 販売形態 | 収録曲 | 備考 |
| --- | --------- | ---------------------------------- | -------------- | -------- | --- | ---- |
| 1st | 2016年8月 | summer time / コ・コ・ロキャラメル | @17            | CD       | 1. summer time 2. コ・コ・ロキャラメル 3. summer time (Instrumental) 4. コ・コ・ロキャラメル (Instrumental) |      |

PARADOXXとしての楽曲はPARADOXXの項目を参照。

## その他作品

### 写真集
- ミスiD2016 × CHEERZ 写真集『黒いさかなのユメを見る』（2016年5月23日、メタブレーン） - 撮影：飯田エリカ
- 『光輝を放つキミ』ミニ写真集　(2017年6月12日、グレイプス） - 撮影：飯田エリカ
- GetNews×CHEERZ コラボ写真集『GetNews Girl』（2018年3月30日、東京産業新聞社） - 撮影：深水周二郎[66]
- 『Girasol』（2018年8月19日、フォトジェニック）撮影：Kaisei HANASHIRO

## 関連人物
- 玉城ティナ - ミスiDを志すきっかけとなった人物[8]。